# 周野芒
周野芒（1956年10月24日—），中华人民共和国上海话剧艺术中心演员、上海戏剧家协会会员、上海电视艺术家协会会员，配音员。1982年毕业于上海戏剧学院表演系。

## 表演作品

### 话剧作品
- 《日出》——方达生
- 《澳门抒怀》——领诵者
- 《良辰美景》——吴济余
- 《生日谋杀案》——邹杰
- 《背叛》——杰瑞
- 《长恨歌》——康明逊
- 《李尔王》——李尔王
- 《深深的爱》——王和
- 《明日要出山》——秦思栋
- 《共和国不会忘记》——沈皓
- 《浮士德》——靡菲斯特
- 《中国梦》——John、志强、外公、记者、Mike
- 《黑鸟》——雷（Ray）
- 《死亡陷阱》—— 西德尼

### 电影作品
- 1987年电影《花轿泪》（闺阁情怨）
- 《风月》 ——大少爷
- 《财迷心窍》 ——阿满
- 《智破奇案》
- 《爱情神话》（2021） ——老乌
- 《走走停停》

### 电视剧作品
- 《聊斋之辛十四娘》——陈旭方
- 中澳合作儿童科幻剧《Spellbinder: Land of the Dragon Lord》（纯英文演出）—— Sharak[4]
- 《水浒》 ——囚犯
- 《水浒传》 ——林冲
- 《周恩来在上海》——杨云史
- 《男人不难嫁》——凯文
- 《乱世桃花》——隋炀帝
- 《大染坊》——林祥荣
- 《世纪之约/裂变》饰雷默
- 《大清官》——乾隆帝
- 《青天衙门》——铁扎尔
- 《皇上二大爷》——万历帝
- 《聊斋志异系列2之莲香》——魔尊
- 《台湾一八九五》——翁同龢
- 《红楼梦》——甄士隐
- 《爸妈都是老党员》——杜院长
- 《南下》——孙向本
- 《神话》 ——范增
- 《奇妙世纪》
- 《填四川》

## 配音作品

### 电视剧作品
- 《成长的烦恼》——杰森·西佛
- 《杨家将》——杨六郎（刘德华）
- 《苏东坡》——苏东坡（陆毅）
- 《水浒传》——林冲（自己）
- 《包青天》——公孙策（范鸿轩）
- 《红楼梦》（旁白）
- 《大军师司马懿》——诸葛亮（王洛勇）

### 电影
- 《007之大战皇家赌场》——邦德
- 《007之大破量子危机》——邦德
- 《国家宝藏1,2》——尼古拉斯·凯奇

### 动画
- 《丛林大反攻》——鹿群头领伊安
- 《三国演义》——周瑜
- 《江南》动画电影

## 获奖
- 获中国戏剧梅花奖（话剧《中国梦》）
- 获第八届“佐临话剧艺术奖”最佳男配角奖（《长恨歌》饰康明逊）
- 获第十三届“佐临话剧艺术奖”最佳男配角奖（《浮士德》饰靡霏斯特）